# Traudl Hächer
Gertraud „Traudl“ Hächer-Gavet (* 31. Dezember 1962 in Schleching) ist eine ehemalige deutsche Skirennläuferin.

## Biografie
Hächer, deren Vater Hans 1953 Deutscher Meister im Abfahrtslauf und in der Kombination wurde, feierte ihren ersten großen Erfolg bei den Junioreneuropameisterschaften 1979, bei der sie im Riesenslalom gewann.
Ihre ersten Weltcuppunkte errang sie (mit noch hoher Start-Nr.) zum Auftakt der Saison 1980/81, in der Abfahrt von Val-d’Isère am 3. Dezember belegte sie Rang 12. Wenige Tage danach bewies sie ihr Talent auch mit Rang 13 im Slalom von Piancavallo am 13. Dezember. Die erste Platzierung in den Top Ten gelang ihr mit Rang 8 in der Abfahrt von Megève am 28. Januar 1981. Ohne vorher je auf dem Podium gestanden zu haben, war sie am 8. Dezember 1984 den Super-G in Davos siegreich, wobei sie mit Start-Nr. 54 ins Rennen ging.
1986 wurde sie Deutsche Meisterin im Riesenslalom.
Bei den Skiweltmeisterschaften 1991 in Saalbach-Hinterglemm gewann sie die Bronzemedaille im Riesenslalom, hinter Pernilla Wiberg und Ulrike Maier. Damit war sie bei diesen Weltmeisterschaften gleichzeitig die einzige Deutsche, die eine Medaille gewann. Dieser Erfolg war nicht zuletzt deswegen überraschend, da sie zuvor fast zwei Jahre lang in dieser Disziplin nicht mehr in den Top Ten platziert gewesen war (zuletzt Rang 9 am 4. März 1989 in Furano).
Hächer gewann im Skiweltcup zwei Riesenslaloms und zwei Super-G und kam in Summe exakt vierzigmal unter die ersten Zehn. Mit dem Saisonfinale in Crans-Montana trat sie am 21. März 1992 zurück.
Heute lebt Traudl Hächer-Gavet, die seit Ende der 1980er-Jahre verheiratet ist, in Amerika.

## Weltcupsiege
Insgesamt errang Hächer 10 Podestplätze, davon 4 Siege:
| Datum            | Ort               | Land        | Disziplin    |
| ---------------- | ----------------- | ----------- | ------------ |
| 8. Dezember 1984 | Davos             | Schweiz     | Super-G      |
| 17. Januar 1986  | Puy-Saint-Vincent | Frankreich  | Super-G      |
| 20. Januar 1986  | Oberstaufen       | Deutschland | Riesenslalom |
| 9. März 1986     | Sunshine          | Kanada      | Riesenslalom |